# Pastorets de Vallvidrera
Els Pastorets de Vallvidrera es representen anualment al Centre Cívic Vallvidrera - Vázquez Montalban amb adaptacions pròpies de l'obra de Josep Maria Folch i Torres. Hi participen més de tres-centes persones entre actors, músics, cantaires, tècnics i membres de la direcció. La representació, de caràcter familiar, ofereix alhora un espectacle modern i actual i esdevé, de fet, una renovació contínua de la tradició.
El grup teatral que cada any fa aquestes actuacions, completament amateur, és una de les entitats que rep el suport del Centre Cívic Vallvidrera - Vázquez Montalban, al Districte de Sarrià-Sant Gervasi. L'espai municipal, inaugurat el juliol del 2002, recull i centralitza bona part de les propostes associatives i culturals del barri. S'hi programen tallers i activitats culturals i per a joves i hi tenen la seu entitats que treballen en aquests àmbits, com ara la cooperativa de consum Can Pujades, la Coral Collserola o l'Associació de Veïns de Mont d'Orsà.